# Protocollo sull'Irlanda del Nord

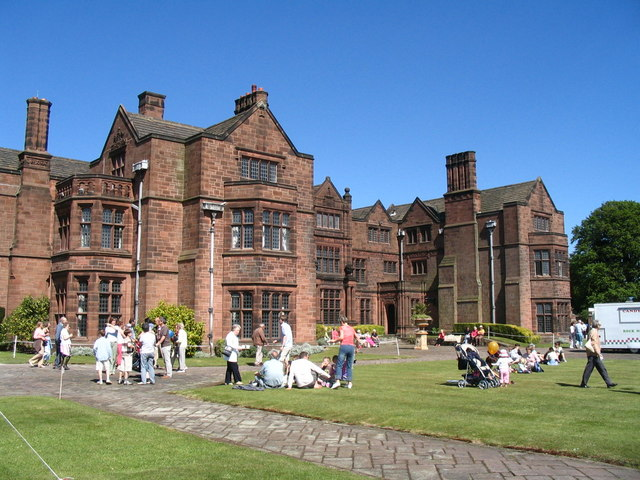
Thornton Manor in Merseyside, dove si sono svolti colloqui segreti tra Boris Johnson e Leo Varadkar nell'ottobre 2019

Il Protocollo sull'Irlanda/Irlanda del Nord, comunemente conosciuto come Protocollo sull'Irlanda del Nord (in lingua inglese Northern Ireland Protocol), è un protocollo dell'accordo di recesso Brexit che disciplina le questioni doganali e di immigrazione al confine, nell'isola d'Irlanda, tra il Regno Unito di Gran Bretagna e Irlanda del Nord e l'Unione europea, e su alcuni aspetti degli scambi di merci tra l'Irlanda del Nord e il resto del Regno Unito. I suoi termini sono stati negoziati nel 2019 e concordati e conclusi nel dicembre 2020. Il confine tra Regno Unito e Repubblica d'Irlanda aveva avuto uno status speciale da quando era stato posto fine al conflitto intestino trentennale nell'Irlanda del Nord con l'Accordo di Belfast/Accordo del Venerdì Santo del 1998. Nell'ambito del processo di pace dell'Irlanda del Nord, il confine era stato reso in gran parte invisibile, senza alcuna barriera fisica o controlli doganali sui suoi numerosi valichi; questo accordo era stato reso possibile dall'appartenenza comune di entrambi i paesi sia al mercato unico che all'Unione doganale dell'Unione europea che era la loro area di viaggio comune.
Dopo il ritiro del Regno Unito dall'Unione europea, il confine nell'isola di Irlanda è diventato l'unico confine terrestre tra il Regno Unito e l'Unione europea. Le disposizioni del mercato unico dell'Unione europea e del mercato interno del Regno Unito richiedono pertanto determinati controlli doganali e commerciali alle loro frontiere esterne. Il Protocollo dell'Irlanda del Nord ha lo scopo di proteggere il mercato unico dell'Unione europea, evitando al contempo l'imposizione di un "confine rigido" che potrebbe incitare a una reiterazione del conflitto e a destabilizzare la relativa pace che regge dalla fine dei "Troubles".
In base al protocollo, l'Irlanda del Nord è formalmente al di fuori del mercato unico dell'Unione europea, ma si applicano ancora le norme dell'Unione europea sulla libera circolazione delle merci e le norme dell'unione doganale dell'Unione europea; questo assicura che non ci siano controlli doganali tra l'Irlanda del Nord e la Repubblica d'Irlanda o Eire. Al posto di un confine terrestre tra Repubblica di Irlanda e Irlanda del Nord, il protocollo ha creato un confine doganale de facto lungo il Mare d'Irlanda a fini doganali, separando l'Irlanda del Nord dall'isola della Gran Bretagna. Ciò ha causato inquietudine in importanti politici unionisti.

## Contesto storico
Nel 1921, i quattro quinti occidentali e meridionali dell'isola d'Irlanda si separarono dal Regno Unito di Gran Bretagna e Irlanda e divennero lo Stato Libero d'Irlanda (ribattezzato nel 1937 "Irlanda" (in irlandese Éire) e "descritto" nel 1948 come Repubblica d'Irlanda). Il quinto nord-orientale, ribattezzato Irlanda del Nord, rimase parte del Regno Unito e quest'ultimo divenne il Regno Unito di Gran Bretagna e Irlanda del Nord. La "provincia" (come spesso viene chiamata l'Irlanda del Nord) aveva subito tensioni settarie e talvolta focolai di gravi violenze tra unionisti (che desideravano rimanere parte del Regno Unito) facendo risalire la loro origine alla Plantation of Ulster e nazionalisti (che volevano un'Irlanda unita). La più recente di queste, nota come "Troubles", si verificò tra la fine degli anni 1960 e la fine degli anni 1990. Una delle sue caratteristiche era che il confine tra Repubblica d'Irlanda e Regno Unito (Irlanda del Nord) era pesantemente fortificato e militarizzato. Nel 1998, l'accordo di Belfast (o del Venerdì Santo) pose fine al conflitto e il confine fu smilitarizzato. Poiché entrambi gli stati all'epoca erano membri dell'Unione europea e gestivano un'area di viaggio comune, non erano necessarie altre infrastrutture di confine.
Nel referendum sulla Brexit del 2016, quasi il 56% degli elettori nordirlandesi ha deciso di rimanere nell'Unione europea, sebbene nel voto complessivo in tutto il Regno Unito il 52% dei votanti abbia deciso di uscirne. Uno studio successivo suggerisce che l'uscita è stata sostenuta dalla maggioranza degli unionisti (66%), mentre il mantenimento dello status quo è stato sostenuto dalla maggioranza dei nazionalisti (88%) e da coloro che non si sono identificati nei due gruppi contrapposti (70%).
A seguito del referendum sulla Brexit, il primo governo di Theresa May ha deciso che non solo il Regno Unito avrebbe dovuto lasciare l'Unione europea, ma anche l'Unione doganale dell'Unione europea e il Mercato europeo comune. Ciò significava che sarebbe sorto un confine doganale e normativo tra il Regno Unito e l'Unione europea. Mentre ci si aspettava che il confine marittimo tra la Gran Bretagna e l'Europa continentale presentasse sfide gestibili, il confine tra Regno Unito e l'Unione europea in Irlanda è stato riconosciuto come causa di problemi irrisolvibili. Questi sono stati riassunti in quello che è diventato noto come il Trilemma della Brexit, a causa di tre obiettivi in competizione tra loro: nessun confine duro sull'isola, nessun confine doganale nel Mare d'Irlanda e nessuna partecipazione britannica al mercato unico europeo e all'unione doganale dell'Unione europea. Non era possibile averli tutti e tre.

## Negoziazione

### Backstop irlandese
Il Protocollo ha sostituito il "backstop irlandese", il primo tentativo respinto di risolvere il "trilemma". Il "backstop" (chiamato anche formalmente Protocollo dell'Irlanda del Nord) era un'appendice a un progetto di accordo di recesso dalla Brexit sviluppato dal governo May e dalla Commissione europea nel dicembre 2017 e finalizzato nel novembre 2018. Questa proposta prevedeva che il Regno Unito, nel suo insieme, avesse un territorio doganale comune con l'Unione europea fino a quando non fosse stata trovata una soluzione che avrebbe evitato la necessità di controlli doganali evidenti al confine tra Regno Unito e Unione europea nell'isola d'Irlanda ed avrebbe evitato anche qualsiasi controllo doganale all'interno del Regno Unito (tra Irlanda del Nord e Gran Bretagna). L'elemento "backstop" era che l'accordo avrebbe continuato ad applicarsi, potenzialmente a tempo indeterminato, a meno che il Regno Unito e l'Unione europea non avessero concordato congiuntamente un accordo diverso per il confine tra Irlanda del Nord e Repubblica d'Irlanda.
Il sostegno avrebbe richiesto il mantenimento del territorio dell'Irlanda del Nord in alcuni aspetti del mercato unico europeo.
Il governo irlandese, il Sinn Féin, l'SDLP e il Partito dell'Alleanza intercomunitario assieme all Partito dei Verdi hanno sostenuto la proposta di "backstop", mentre il DUP, l'UUP e il TUV si sono opposti. All'inizio del 2019, il Parlamento di Westminster aveva votato tre volte contro la ratifica di questa versione dell'accordo di recesso e quindi anche respinto il "backstop".

#### Tentativo di modifiche al concetto di backstop
Dopo essere diventato Primo Ministro, il 24 luglio 2019, Boris Johnson ha cercato di rimuovere il "backstop"; ciò è stato rifiutato dall'Unione europea, che voleva una soluzione giuridicamente operativa. Il 2 ottobre, Johnson ha presentato un potenziale sostituto del "backstop" irlandese del 2018, proponendo che l'Irlanda del Nord rimanesse allineata con l'Unione europea sugli standard di prodotto, ma allo stesso tempo rimanesse nel territorio doganale del Regno Unito. Ciò avrebbe richiesto controlli sui prodotti trasferiti tra la Gran Bretagna e l'Irlanda del Nord, ma nessun controllo doganale per le merci che avrebbero dovuto rimanere nel Regno Unito. Per il confine tra l'Irlanda del Nord e la Repubblica d'Irlanda, la sua proposta avrebbe comportato controlli doganali tra l'Irlanda del Nord e la Repubblica (potenzialmente assistiti da una tecnologia non specificata implementata a distanza dal confine) ma nessun controllo sul prodotto e sugli standard di sicurezza all'interno dell'isola d'Irlanda. Questa proposta è stata respinta dall'Unione europea.

### Principio concordato del protocollo
Il 10 ottobre 2019, Johnson e l'irlandese Taoiseach (Primo Ministro) Leo Varadkar hanno avuto colloqui "molto positivi e molto promettenti" che hanno portato a una ripresa dei negoziati, e una settimana dopo, il 17 ottobre, Johnson e Jean-Claude Juncker hanno annunciato di aver raggiunto una posizione comune (soggetta a ratifica) su un nuovo accordo di recesso che avrebbe sostituito il "backstop" con un nuovo protocollo su Repubblica d'Irlanda/Irlanda del Nord.
Nell'accordo di recesso formalmente negoziato, il "backstop irlandese" è stato rimosso e sostituito da questo nuovo protocollo. L'intero Regno Unito avrebbe lasciato l'unione doganale dell'Unione europea come territorio doganale unico, con l'Irlanda del Nord inclusa in eventuali futuri accordi commerciali britannici, ma l'Irlanda del Nord avrebbe adottato i regolamenti del mercato unico dell'Unione europea sulle merci e sarebbe rimasta quindi un punto di ingresso nell'unione doganale dell'Unione europea. In questo modo si sarebbe evitato un "confine duro" nell'isola d'Irlanda. Il protocollo include alcune misure di protezione dei diritti umani e di uguaglianza nell'articolo 2 e le misure specifiche dell'Unione europea contro la discriminazione sono elencate nell'allegato 1.
Questo nuovo protocollo è stato soprannominato da alcuni come "Chequers per l'Irlanda del Nord", a causa della sua somiglianza con il piano di relazioni future nel Regno Unito proposto da Theresa May, che era stato precedentemente respinto dall'Unione europea e denunciato da Johnson.
Durante la campagna elettorale del 2019, un'analisi trapelata di HM Treasury ha spiegato alcune delle implicazioni del protocollo. Il documento (non datato) affermava che l'Irlanda del Nord sarebbe stata tagliata fuori da intere fasce del mercato interno del Regno Unito, avrebbe dovuto affrontare carenze e aumenti dei prezzi nei negozi e sarebbe stata realmente separata dall'unione economica del Regno Unito. Alla domanda sul rapporto in conferenza stampa, il primo ministro Johnson ha affermato che "non ci saranno controlli sulle merci che vanno da Gran Bretagna all'Irlanda del Nord e dall'Irlanda del Nord alla Gran Bretagna".

### Posizione di partenza
Piuttosto che essere una posizione di ripiego come avrebbe dovuto essere il "backstop", il protocollo specificava le disposizioni per l'Irlanda del Nord almeno per i primi quattro anni a partire dal gennaio 2021. Il suo status da allora in poi era soggetto al continuo consenso democratico in Irlanda del Nord secondo gli articoli da 5 a 10. L'articolo 18 specificava che ciò deve essere determinato dalla maggioranza semplice dei membri dell'Assemblea dell'Irlanda del Nord.

## Disposizioni

### Articolo 1: obiettivi del protocollo
L'articolo 1 del protocollo stabilisce che non pregiudica le disposizioni dell'Accordo del Venerdì Santo (o di Belfast) del 1998, relativo allo status costituzionale dell'Irlanda del Nord e al principio del consenso. L'accordo del 1998 specificava che l'Irlanda del Nord faceva parte del Regno Unito e che questa condizione non sarebbe cambiata senza il consenso della maggioranza dell'Irlanda del Nord che avrebbe votato in un referendum.

### Articolo 2: diritti delle persone fisiche
L'articolo 2 prevede che l'uscita del Regno Unito dall'Unione europea non comporterà alcuna diminuzione dei diritti, delle garanzie e delle pari opportunità previste nell'accordo di Belfast (Venerdì Santo) del 1998. La disposizione tutela anche specifiche misure antidiscriminatorie dell'Unione europea contenute nell'allegato 1 al protocollo. In questo articolo, il Regno Unito accetta anche di facilitare il lavoro della Commissione per i diritti umani dell'Irlanda del Nord, della Commissione per l'uguaglianza dell'Irlanda del Nord e del comitato congiunto delle due commissioni per i diritti umani nell'isola.

### Articolo 3: area di viaggio comune
L'articolo 3 riconosce il diritto del Regno Unito e della Repubblica d'Irlanda di continuare ad utilizzare la Common Travel Area, il loro accordo bilaterale sulla libera circolazione dei cittadini britannici e irlandesi tra le loro rispettive giurisdizioni.

### Articoli 4 e 5: territorio doganale, controlli doganali e circolazione delle merci
L'articolo 4 afferma che l'Irlanda del Nord è e rimane nel territorio doganale del Regno Unito ed è quindi parte di qualsiasi futuro accordo commerciale del Regno Unito e nulla nel Protocollo vieta qualsiasi accordo che consenta le esportazioni dall'Irlanda del Nord sulla stessa base di quelle dalla Gran Bretagna.
L'articolo 5 riguarda i dazi doganali. Tali dazi non si applicano alla circolazione delle merci (in entrambe le direzioni) tra l'Irlanda del Nord e la Gran Bretagna a meno che non siano destinate o rischino di essere trasferite successivamente nell'Unione europea. Le tariffe dell'Unione europea da paesi terzi riscosse dal Regno Unito per conto della stessa sarebbero applicate alle merci che vanno dalla Gran Bretagna all'Irlanda del Nord che sono "a rischio" di essere poi trasportate e vendute nella Repubblica d'Irlanda; se alla fine non lo sono, le aziende dell'Irlanda del Nord possono richiedere sconti su merci per le quali il Regno Unito aveva tariffe inferiori rispetto all'Unione europea. Il comitato misto deciderà quali merci sono ritenute "a rischio".
L'effetto di questi articoli è che esiste un confine doganale de jure sull'isola d'Irlanda tra l'Irlanda del Nord e la Repubblica d'Irlanda, ma un confine doganale de facto lungo il Mare d'Irlanda.

### Articolo 6: protezione del mercato interno del Regno Unito
L'articolo 6 afferma che le merci provenienti dall'Irlanda del Nord hanno libero accesso al resto del mercato interno del Regno Unito. "Il comitato misto tiene costantemente sotto controllo l'applicazione del presente paragrafo e adotta raccomandazioni appropriate al fine di evitare, per quanto possibile, controlli doganali nei porti e negli aeroporti dell'Irlanda del Nord."

### Articolo 7: regolamenti tecnici, valutazioni, registrazioni, certificati, omologazioni e autorizzazioni
L'articolo 7 afferma che sarà applicata la legge del Regno Unito ai beni offerti in vendita nell'Irlanda del Nord, fatta eccezione per i certificati veterinari o le etichette ufficiali per il materiale riproduttivo vegetale.

### Articolo 8: IVA e accise
L'articolo 8 afferma che alcune disposizioni della legge dell'Unione europea sull'Imposta sul valore aggiunto (IVA) e le accise si applicano nell'Irlanda del Nord ma sono riscosse e trattenute dal Regno Unito.

### Articolo 9: mercato unico dell'energia elettrica
L'articolo 9 disciplina e regolamenta il mercato all'ingrosso dell'energia elettrica nell'isola d'Irlanda.

### Articolo 10: aiuti di Stato
L'articolo 10 riguarda gli aiuti di Stato, popolarmente conosciuti come "disposizione della parità di condizioni" (che è trattata più in generale nell'articolo 93 dell'accordo di recesso generale o Brexit). Le disposizioni di varie leggi dell'Unione europea si applicano al Regno Unito nel suo insieme, compreso il sostegno statale alla produzione e al commercio di prodotti agricoli nell'Irlanda del Nord, "per quanto riguarda le misure che incidono sul commercio tra l'Irlanda del Nord e l'Unione europea che sono soggette a questo Protocollo”.

### Articolo 11: altri ambiti di cooperazione Nord-Sud
L'articolo 11 stabilisce che il "Protocollo deve essere attuato e applicato in modo da mantenere le condizioni necessarie per il proseguimento della cooperazione nord-sud" in un numero molteplice di settori.

### Articolo 12: attuazione, applicazione, supervisione ed esecuzione
L'articolo 12 afferma che il Regno Unito è "responsabile dell'attuazione e dell'applicazione delle disposizioni del diritto dell'Unione europea rese applicabili dal presente protocollo, al e nel Regno Unito, nei confronti dell'Irlanda del Nord" e che i rappresentanti dell'Unione europea hanno il diritto di essere presenti quando lo si fa. L'articolo richiede che entrambe le parti si scambino informazioni sull'argomento su base mensile.
Questo articolo afferma inoltre che la Corte di giustizia dell'Unione europea (CGUE) ha giurisdizione globale sull'interpretazione delle leggi dell'Unione europea applicabili (tutte quelle elencate all'articolo 19).

### Articolo 13: disposizioni comuni
Questo articolo riguarda principalmente l'interpretazione dei termini del protocollo. Poiché il protocollo prevede l'applicazione del diritto dell'Unione europea in molti settori, la Corte di giustizia europea ha un ruolo per quanto riguarda le procedure in caso di non conformità, nonché la possibilità e l'obbligo per i tribunali del Regno Unito di chiedere pronunce pregiudiziali sull'applicazione del diritto dell'Unione europe a e relative parti del protocollo.

### Articoli 14 e 15: comitato specializzato e gruppo di lavoro consultivo congiunto
Questi articoli riguardano gli organismi istituiti per garantire l'efficace funzionamento del protocollo dell'Irlanda del Nord.

### Articolo 16: garanzie
L'articolo 16 afferma che "se l'applicazione del presente protocollo comporta gravi difficoltà economiche, sociali o ambientali che possono persistere o deviazioni degli scambi, l'Unione europea o il Regno Unito possono adottare, unilateralmente, misure di salvaguardia adeguate. Tali misure sono limitate, per quanto riguarda la portata e la durata, al tempo strettamente necessario per porre rimedio alla situazione. La priorità è data alle misure che meno turberanno il funzionamento del presente protocollo."

### Articolo 17: tutela degli interessi finanziari
Questo articolo afferma che le parti si impegnano a lavorare contro le frodi.

### Articolo 18: consenso democratico in Irlanda del Nord
L'articolo 18 definisce un meccanismo mediante il quale i membri dell'Assemblea dell'Irlanda del Nord possono dichiarare il loro consenso al proseguimento dell'applicazione del Protocollo o porre fine agli articoli 5-10 secondo quanto determinato dalla maggioranza semplice dei votanti. Il primo voto di consenso è previsto per il mese di dicembre del 2024. Se i membri voteranno contro il proseguimento di questi accordi, ci sarebbe un periodo di due anni entro i quali il Regno Unito e l'Unione europea potrebbero accettare nuovi accordi, con le raccomandazioni formulate da un comitato congiunto Regno Unito-Unione europea. Se l'Assemblea sostenesse il mantenimento degli articoli 5–10 a maggioranza, le disposizioni continuerebbero per altri quattro anni prima che venga fatta un'altra votazione; se l'Assemblea avrà sostenuto il loro funzionamento su base intercomunitaria, gli articoli avrebbero una durata di otto anni.

### Articolo 19: allegati
Gli allegati da 1 a 7 costituiscono parte integrante del protocollo. Gli allegati da 1 a 5 elencano le norme comunitarie richiamate nei precedenti articoli. Gli allegati 6 e 7 riportano le procedure di cui agli articoli 10 e 16. Tra l'altro, questo articolo richiede che le merci immesse sul mercato dell'Irlanda del Nord devono riportare la marcatura CE ma possono anche essere etichettate con la marcatura UKCA e/o UKNI.

## Reazione politica all'attuazione

### Reazione unionista

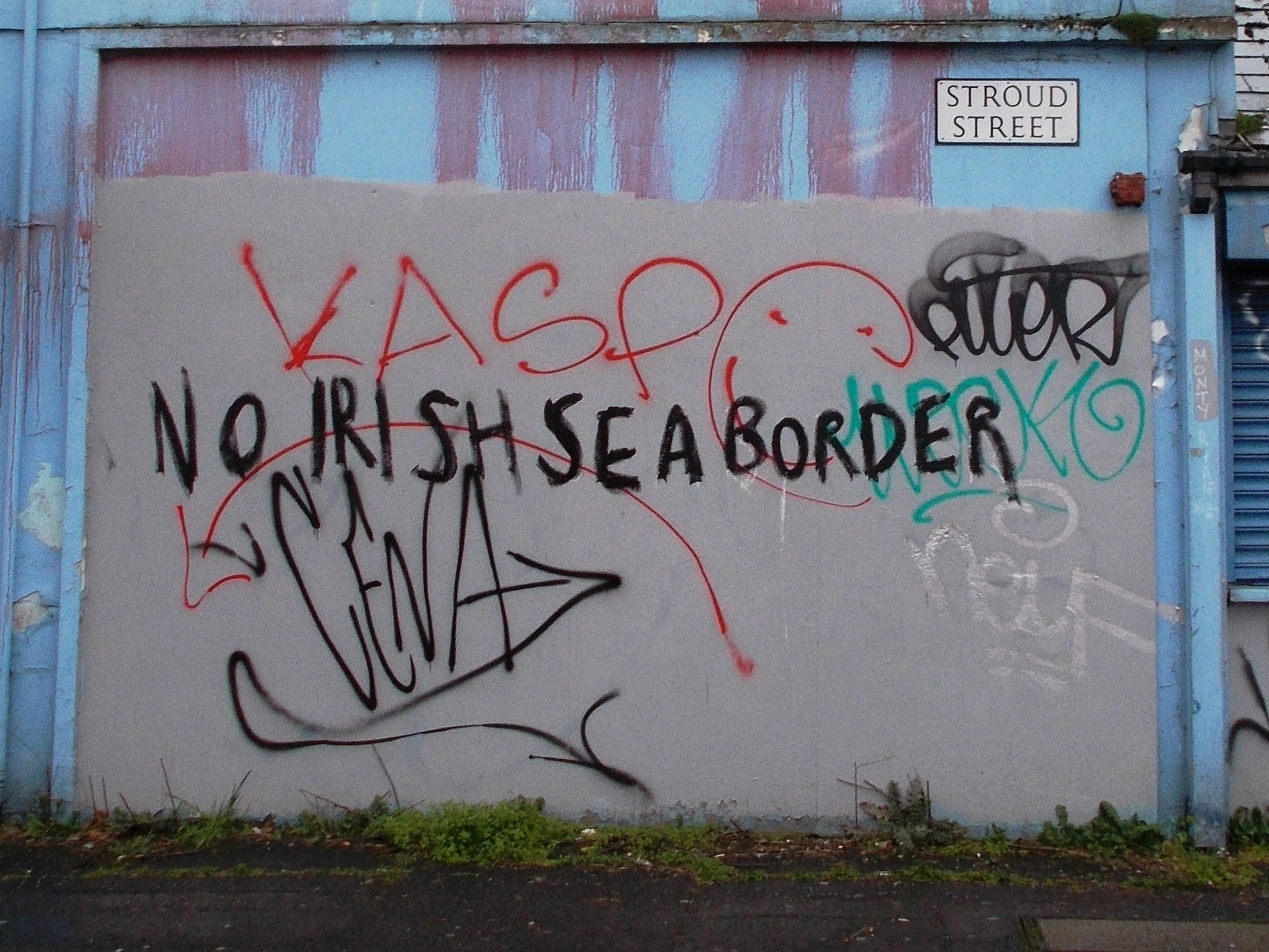
Graffiti a Belfast contro il protocollo (febbraio 2021)

La reazione unionista al Protocollo è stata uniformemente negativa. Nell'ottobre 2020, il confine de facto tra la Gran Bretagna e l'Irlanda del Nord è stato criticato da Lord Empey, capo negoziatore dell'Ulster Unionist Party durante l'accordo del Venerdì Santo ed ex ministro di Stormont. Egli ha descritto un confine sul Mare d'Irlanda come "il cambiamento più significativo avvenuto dalla partizione" e che "il baricentro dell'Irlanda del Nord potrebbe spostarsi gradualmente in direzione Dublino/Bruxelles. Questo non può essere senza conseguenze costituzionali." Nel febbraio 2021, (l'allora) leader del DUP Arlene Foster si è opposta alla sua implicita "linea rossa lungo il Mare d'Irlanda", contrariamente alle assicurazioni del primo ministro Johnson.
La rabbia verso il protocollo ha contribuito all'aumento delle tensioni nella comunità unionista che hanno portato alla violenza di strada nel distretto di Sandy Row a Belfast il 2 aprile 2021. Quasi 300 persone sono state coinvolte in disordini, 15 agenti di polizia sono rimasti feriti e sono state arrestate 8 persone. Otto importanti sindacalisti che avevano negoziato l'Accordo del Venerdì Santo del 1998, incluso David Trimble, hanno chiesto, nel maggio 2021, la sospensione del Protocollo dell'Irlanda del Nord.
Nell'estate 2021, il Consiglio delle comunità lealiste, che rappresenta molti dei gruppi paramilitari lealisti che parteciparono ai disordini, ha citato il protocollo come giustificazione del loro ritiro dall'accordo di Belfast (Venerdì santo), in base al quale molti dei loro membri si sono assicurati il rilascio anticipato dalla prigione. Il Consiglio ha successivamente annunciato che i politici della Repubblica d'Irlanda non erano più i benvenuti nell'Irlanda del Nord. Questo è stato percepito come una escalation di minaccia e il potenziale ritorno alla violenza da parte di questi gruppi. 
Nel settembre 2021, il nuovo leader del DUP, Sir Jeffrey Donaldson, ha dichiarato che i ministri del DUP non avrebbero più partecipato ai consigli ministeriali nord-sud con i ministri del governo irlandese, che non avrebbero imposto alcuna azione nei loro dipartimenti per attuare i controlli alle frontiere del Mare d'Irlanda e, a meno che non fosse stata trovata una soluzione a lungo termine per rimuovere il confine marittimo irlandese, il DUP avrebbe lasciato l'esecutivo nordirlandese cosa che avrebbe fatto crollare l'intera amministrazione. Nello stesso mese, il più moderato Partito unionista dell'Ulster ha presentato proposte di compromesso per modificare il protocollo per proteggere meglio la posizione dell'Irlanda del Nord nel mercato interno del Regno Unito. Queste comprenderebbero un nuovo reato di esportazione consapevole di beni destinati al mercato interno del Regno Unito nel mercato unico dell'Unione europea. La proposta è stata immediatamente respinta da DUP e TUV. A fine mese i quattro partiti unionisti (DUP, PUP, TUV e UUP) hanno rilasciato una dichiarazione congiunta in cui affermavano la loro "opposizione al Protocollo dell'Irlanda del Nord e ai suoi meccanismi e strutture" e riaffermavano la loro "posizione inalterabile secondo cui il protocollo deve essere respinto e sostituito da accordi che rispettino pienamente la posizione dell'Irlanda del Nord come parte costitutiva e integrante del Regno Unito." Tuttavia le parti hanno rifiutato di stipulare un patto elettorale che potesse massimizzare il numero di soggetti antiprotocollo per votare sulla continuazione del protocollo, come previsto dall'articolo 18.

### Altre critiche
Nel gennaio 2021, Kate Hoey, ex parlamentare laburista e attivista per la Brexit, nata in Irlanda del Nord, ha criticato il governo britannico per aver eretto un confine commerciale "lungo il Mare d'Irlanda", in altre parole, tra le isole d'Irlanda e della Gran Bretagna. Ha affermato che, al fine di prevenire una "frontiera rigida" nell'isola d'Irlanda, sono stati invece imposti controlli doganali e di altro tipo sulle merci che viaggiano dalla Gran Bretagna all'Irlanda del Nord e che l'Irlanda del Nord rimane per molti scopi nel mercato unico dell'Unione europea e nell'unione doganale, soggetta a un regime normativo sul quale non ha alcun diritto di esprimersi.

### Reazione dei partiti nazionalisti e cross-comunitari
I principali partiti nazionalisti, Sinn Féin e SDLP assieme ai Verdi, hanno espresso un sostegno al Protocollo e ne hanno chiesto la "rigorosa attuazione". Naomi Long, leader del Partito dell'Alleanza e ministro della Giustizia di Stormont, ha affermato che c'è bisogno di "soluzioni pragmatiche" per protocollare le questioni piuttosto che "le persone trasformino questo in una crisi costituzionale".

### Nonostante le clausole
Nel settembre 2020, il governo britannico ha elaborato una legislazione che conferirebbe ai ministri il potere di definire quali aiuti di Stato devono essere segnalati all'Unione europea e quali prodotti che sono a rischio di essere introdotti nella Repubblica d'Irlanda dall'Irlanda del Nord, dichiarando l'ambiguità presente nel protocollo. Prima della pubblicazione, Ursula von der Leyen ha affermato che ciò potrebbe violare il diritto internazionale e, in risposta a una domanda alla Camera dei Comuni, il Segretario di Stato per l'Irlanda del Nord, Brandon Lewis, ha affermato che il progetto di legge sul mercato interno pianificato dal governo "violerebbe il diritto internazionale" in "modo specifico e limitato", introducendo nuovi poteri per eludere determinati obblighi del trattato nei confronti dell'Unione europea, come stabilito nell'accordo di recesso. Il progetto di disposizione ha portato alle dimissioni di un avvocato di alto livello del governo e dell'avvocato generale per la Scozia.
Queste clausole sono state criticate dal Sinn Féin e il Taoiseach Micheál Martin ha affermato che "la fiducia è stata erosa". A ottobre la Commissione europea ha avviato una procedura di infrazione e a dicembre il comitato misto Unione europea-Regno Unito ha raggiunto un accordo sugli aspetti pratici che ha consentito al governo del Regno Unito di rimuovere le clausole controverse prima che il disegno di legge diventasse legge.

### Opinioni pubbliche sul Protocollo
Un sondaggio d'opinione ("Testing the Temperature") commissionato dalla Queen's University Belfast e condotto dal 24 al 28 marzo 2021 ha chiesto se il Protocollo fosse a conti fatti "una buona cosa" per l'Irlanda del Nord. Il 44% degli intervistati non si è dichiarato d'accordo, il 43% ha espresso approvazione e il 9% un'opinione neutrale.
In un secondo sondaggio, commissionato da BBC Spotlight e condotto dal 5 al 7 aprile 2021, il 48% degli intervistati ha espresso la volontà che il protocollo dovesse essere cancellato e il 46% ha votato per il suo mantenimento.
In un sondaggio commissionato dal Belfast Telegraph e condotto tra il 14 e il 17 maggio 2021, il 59% degli intervistati si è dichiarato preoccupato per la prospettiva di violenze legate al protocollo per l'estate 2021.
La Queen's University ha ripetuto il sondaggio di marzo tra l'11 e il 14 giugno 2021. Il 48% (+4%) degli intervistati ha espresso l'opinione che il Protocollo fosse nel complesso negativo per l'Irlanda del Nord e il 43% (=) lo ha ritenuto nel complesso buono. Alla domanda se il protocollo fosse un "mezzo appropriato per gestire gli effetti della Brexit sull'Irlanda del Nord", la risposta è risultata equamente divisa con il 47% che si è dichiarato d'accordo e il 47% in disaccordo.
Nell'ottobre 2021 la Queen's University ha pubblicato una terza edizione del rapporto "Testing the Temperature". In esso la percentuale di intervistati che riteneva che il Protocollo fornisse un mezzo adeguato per gestire gli effetti della Brexit raggiunse il 53% (42% in disaccordo), mentre il 52% riteneva che nel complesso il Protocollo era una buona cosa per l'Irlanda del Nord (41% in disaccordo). Gli intervistati espressero le caratteristiche negative del protocollo e il 59% disse che avrebbe avuto un impatto negativo sulla stabilità politica.
Un sondaggio condotto su 1000 persone, nell'ottobre 2021 da Social Market Research per l'Università di Liverpool, ha rilevato che il protocollo è il quarto problema più significativo, secondo gli intervistati, con circa il 10% che lo pone come prima o seconda preoccupazione; Il 55% (contro il 24%) ha ritenuto accettabili le proposte di compromesso dell'Unione europea (così come la maggioranza degli elettori del DUP).

## Implementazione

### Progetti prima della Brexit
Secondo il piano di attuazione del Regno Unito (luglio 2020), un sistema per i controlli sulle merci che passano attraversano la Gran Bretagna e l'Irlanda del Nord avrà bisogno di tre tipi di documenti elettronici, come dettagliato in un documento di undici pagine.
Il 17 dicembre 2020 il comitato misto (guidato da Gove e Šefčovič) ha approvato una serie di documenti proposti per dare attuazione pratica all'accordo.

### Posti di controllo di frontiera

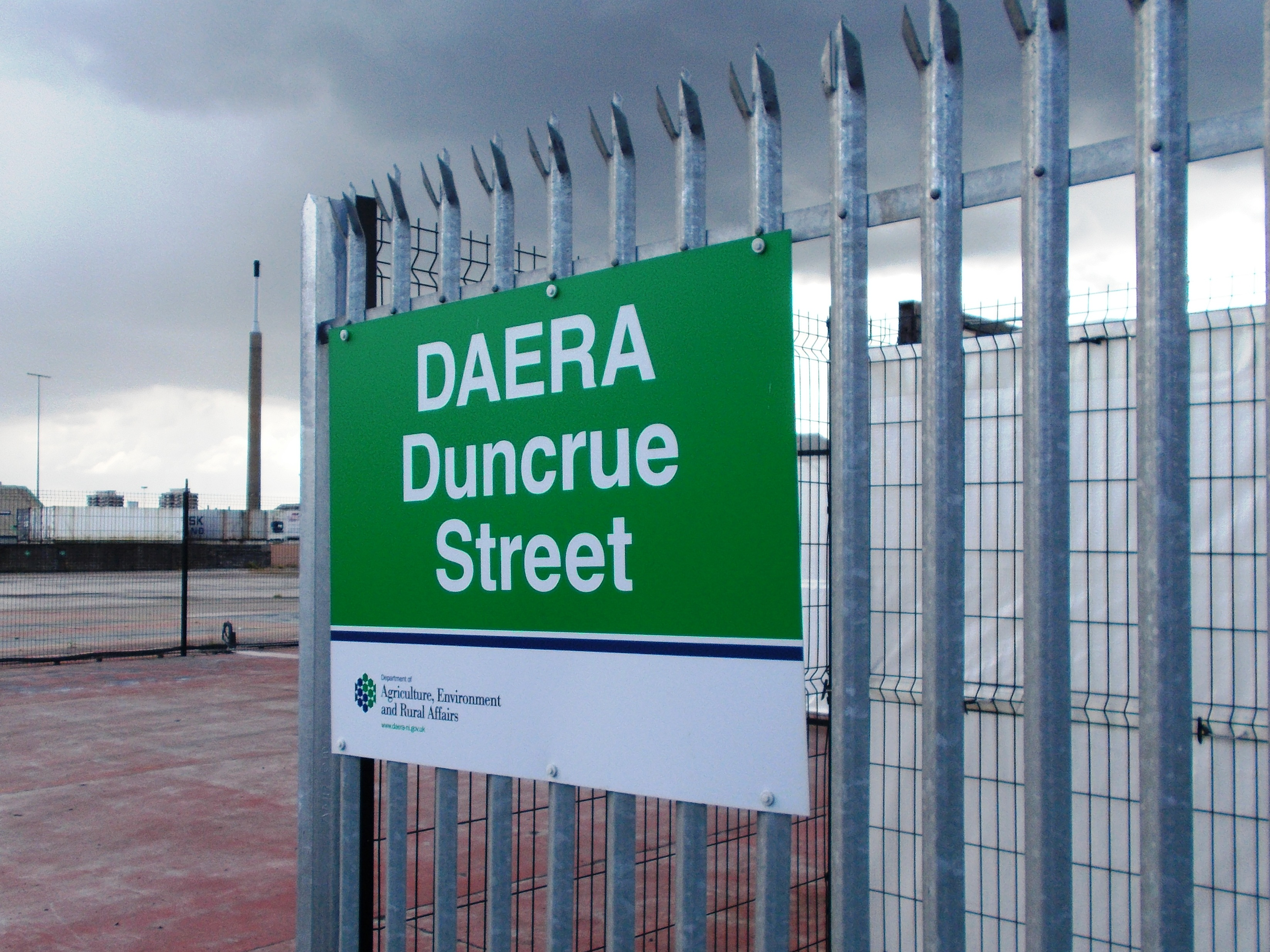
Porto di Belfast Harbour, posto di controllo temporaneo.

Per applicare i termini del protocollo, il Regno Unito deve impegnarsi a fornire posti di controllo alle frontiere nei porti dell'Irlanda del Nord: la fornitura di queste strutture è responsabilità del Dipartimento dell'agricoltura, dell'ambiente e degli affari rurali dell'Irlanda del Nord (DAERA). Gli edifici temporanei avrebbero dovuto essere realizzati per essere disponibili dal 1º gennaio 2021, ma nel febbraio 2021 il ministro responsabile dell'Irlanda del Nord, Gordon Lyons (DUP), ha ordinato ai funzionari di interrompere i lavori su nuove strutture permanenti e l'assunzione di personale da adibire al loro funzionamento.
Nonostante le istruzioni del segretario all'ambiente del Regno Unito (George Eustice), il ministro della DAERA Edwin Poots (DUP) (che aveva rilevato il portafoglio da Gordon Lyons) ha continuato a resistere. Il 15 aprile 2021, il segretario permanente della DAERA ha dichiarato, a un comitato dell'Assemblea dell'Irlanda del Nord, che i posti di controllo di frontiera permanenti non sarebbero stati costruiti prima del 2023, previo accordo dell'Esecutivo dell'Irlanda del Nord. Ha aggiunto che il "business case" non sarebbe stato pronto prima dell'ottobre 2021, nonostante il fatto che gli appaltatori fossero già stati assunti. Il capo veterinario dell'Irlanda del Nord ha dichiarato, alla riunione della commissione, che solo un quarto dei controlli richiesti sulle merci che entrano nel mercato unico sono stati effettuati presso i posti temporanei.
Nella sua relazione finanziaria semestrale del 26 agosto 2021, Irish Continental Group, che opera traghetti tra la Gran Bretagna e la Repubblica d'Irlanda, ha espresso preoccupazione per la mancata attuazione dei controlli sulle merci in arrivo nell'Irlanda del Nord con provenienza dalla Gran Bretagna, secondo quanto era previsto dal protocollo. La società ha affermato che la continua assenza di questi controlli (sulle merci destinate alla Repubblica d'Irlanda) sta causando una distorsione della parità di condizioni, poiché le merci che arrivano direttamente nei porti della Repubblica d'Irlanda dalla Gran Bretagna vengono controllate all'arrivo.
In un rapporto pubblicato il 28 gennaio 2022, gli ispettori dell'Unione europea hanno dichiarato che il sistema di controlli sulle merci che si spostano dalla Gran Bretagna all'Irlanda del Nord non è conforme alle norme dell'Unione europea e "non idoneo allo scopo". Hanno affermato che il governo del Regno Unito "non è riuscito a garantire che fossero state messe risorse sufficienti a disposizione delle autorità competenti responsabili dell'Irlanda del Nord". Nell'aprile 2022 è stato riferito che gli Stati membri dell'Unione europea erano preoccupati per il fatto che "si sta sviluppando una zona grigia di merci non regolamentate che entrano nell'Unione europea attraverso l'Irlanda del Nord".

### Periodo di transizione
L'accordo prevedeva un ritardo di tre mesi (con scadenza 31 marzo 2021) per consentire a dettaglianti, grossisti e operatori di logistiche di adeguarsi alle nuove disposizioni per i movimenti delle merci dalla Gran Bretagna all'Irlanda del Nord.
Il governo del Regno Unito ha chiesto, attraverso le strutture del comitato misto, una proroga di due anni su questi controlli, sostenendo di anticipare così gravi difficoltà previste per l'approvvigionamento alimentare in Irlanda del Nord. Il 3 marzo 2021, il Segretario di Stato per l'Irlanda del Nord ha informato il parlamento del Regno Unito dell'intenzione del suo governo di estendere invece unilateralmente il periodo di transizione post-Brexit per un periodo più breve di sei mesi. A seguito di questo annuncio, l'Unione europea ha minacciato un'azione legale sostenendo che l'azione era al di fuori del processo del protocollo ed era la seconda volta che il Regno Unito cercava di violare il diritto internazionale in relazione al protocollo dell'Irlanda del Nord, un'azione sostenuta da Simon Coveney, l'irlandese Ministro degli Affari Esteri. Il 9 aprile 2021 Bloomberg ha affermato che l'Unione europea è destinata a rinviare la minacciata azione legale contro il Regno Unito a causa delle tensioni nell'Irlanda del Nord. L'Unione europea, il 27 luglio 2021, ha annunciato che avrebbe sospeso la sua azione legale contro il Regno Unito per "guadagnare tempo e spazio per considerare le modifiche al protocollo richieste dal Regno Unito".
Il Parlamento europeo, che doveva ancora ratificare l'accordo commerciale e di cooperazione Unione europea-Regno Unito, ha rinviato l'adozione di una sua decisione in attesa di una risoluzione dell'infrazione proposta. Il 28 aprile 2021 è stato annunciato che l'accordo era stato ratificato.
Il 1º giugno 2021 il ministro dell'agricoltura dell'Irlanda del Nord, Edwin Poots, ha annunciato un rinvio unilaterale all'introduzione dei controlli sugli animali domestici che si spostano dalla Gran Bretagna all'Irlanda del Nord. I controlli dovevano essere introdotti il 1º luglio 2021 secondo i termini del protocollo, ma sono stati posticipati "almeno" fino a ottobre.

### Proroghe unilaterali del periodo di transizione
Secondo i termini del protocollo, i prodotti a base di carne refrigerata provenienti dalla Gran Bretagna, come le salsicce, avrebbero dovuto essere banditi dall'Irlanda del Nord dopo il 1º luglio 2021. Il 17 giugno 2021 il governo britannico ha chiesto una proroga del periodo di transizione sulle carni refrigerate fino al 30 settembre. L'UE ha approvato la proroga di tre mesi il 30 giugno 2021.
Il governo del Regno Unito ha annunciato unilateralmente un'estensione indefinita di tutti i periodi di transizione il 6 settembre 2021 per consentire tempo per ulteriori discussioni. La Commissione europea ha rilasciato una dichiarazione in cui ha "preso atto" dell'annuncio del Regno Unito, ma non ha minacciato alcuna azione legale.

## Tentativi di rinegoziazione
Il 4 ottobre 2021, il governo del Regno Unito ha espresso una velata minaccia di abbandonare il protocollo dell'Irlanda del Nord avvertendo che "non si può aspettare per sempre" che l'Unione europea risponda alle richieste di riscrivere il protocollo. Il ministro della Brexit, David Frost, ha avvertito l'Unione europea che deve tornare con proposte "ambiziose" per rinegoziare il protocollo. Il 7 ottobre, l'Unione europea ha risposto, esortando il Regno Unito ad abbandonare la "retorica politica", dicendo che avrebbe fatto "proposte di vasta portata" per rompere l'impasse. Il principale punto di contesa per il Regno Unito è la responsabilità della Corte di giustizia europea (CGUE) di giudicare sulle controversie derivanti dall'interpretazione del diritto dell'Unione europea (laddove il protocollo le applica all'Irlanda del Nord). In un discorso all'ambasciata britannica a Lisbona il 12 ottobre, prima della pubblicazione delle ultime proposte della commissione, Frost ha dichiarato di ritenere che il Protocollo "non sta funzionando", sta "distruggendo l'accordo del Venerdì Santo" e sta diventando "la più grande fonte di sfiducia tra di noi". Lo stesso giorno, l'Irish Times ha descritto le parti come "in conflitto". Il 6 novembre 2021, The Independent ha riferito che i colloqui tra Frost e Šefčovič si erano conclusi "in stallo" e che la Commissione europea aveva avvertito di "gravi conseguenze" per il Regno Unito se avesse dovuto attivare l'articolo 16.
I colloqui sono stati sospesi il 18 dicembre 2021 per riprendere nel mese di gennaio 2022. La parte britannica aveva fatto sapere (ma successivamente smentito) di essere disponibile a rinviare a tempo indeterminato la sua volontà di rimuovere le clausole della CGUE. La parte dell'Unione europea ha annunciato di aver deciso di modificare la propria legislazione in modo tale da rinunciare a una serie di formalità sui medicinali e garantire "che tutti in Irlanda del Nord abbiano accesso agli stessi medicinali, contemporaneamente, come nel resto del Regno Unito". Il 18 dicembre, Lord Frost ha annunciato le sue dimissioni da ministro della Brexit del Regno Unito, citando una serie di preoccupazioni libertarie sulle politiche interne del governo.

## Articolo 16
L'articolo 16 del protocollo è una clausola di salvaguardia all'interno del protocollo dell'Irlanda del Nord che consente a ognuna delle parti di adottare misure unilaterali "strettamente necessarie" se l'applicazione del protocollo "comporta gravi difficoltà economiche, sociali o ambientali che possono persistere, o a deviazioni di commercio”. L'altra parte può quindi adottare misure di riequilibrio proporzionate "strettamente necessarie". L'articolo 16 dice che la priorità dovrebbe essere data alle misure di riequilibrio che "disturbano meno il funzionamento" del Protocollo. C'è un'ulteriore elaborazione di questo articolo 16 nell'allegato 7 del protocollo dell'Irlanda del Nord. Questo allegato afferma che queste misure unilaterali possono (salvo circostanze eccezionali) essere applicate solo un mese o più dopo averne informato l'altra parte.

### Importazioni dalla Gran Bretagna
L'Irlanda del Nord riceve gran parte delle sue importazioni di prodotti alimentari e di altro tipo dalla Gran Bretagna e ci sono state denunce secondo cui l'applicazione rigorosa delle restrizioni previste dal protocollo dell'Irlanda del Nord, o ha già creato carenze artificiali nell'Irlanda del Nord o ha il potenziale per creare maggiori carenze in futuro.
Il 13 gennaio 2021 il primo ministro britannico Boris Johnson ha suggerito, per la prima volta, la possibilità di invocare l'articolo 16 del protocollo quando ha risposto a una domanda in Parlamento fatta da un parlamentare del DUP, e ha promesso di invocare l'articolo 16 in risposta a un altro parlamentare del DUP il 3 febbraio per "assicurarsi che non ci siano barriere lungo il Mare d'Irlanda".

### Vaccinazioni COVID-19 dall'UE
Nel gennaio 2021, la Commissione Von der Leyen è entrata in controversia con la società britannica AstraZeneca sui dettagli contrattuali del vaccino COVID-19 prodotto da quest'ultima sul fatto che stesse facendo i suoi "migliori sforzi" per fornire all'Unione europea il suo prodotto nelle quantità pattuite. Il 29 gennaio la Commissione ha pubblicato un meccanismo di trasparenza delle esportazioni per ottenere il controllo della circolazione dei vaccini. Ciò includeva il riferimento al possibile uso dell'articolo 16 nell'introduzione di controlli sulle esportazioni, per impedire che le forniture di vaccino destinato alla Repubblica d'Irlanda venissero trasferite in Gran Bretagna attraverso l'Irlanda del Nord. Questa mossa è stata criticata in Irlanda del Nord, Repubblica d'Irlanda e Regno Unito, con il primo ministro dell'Irlanda del Nord Arlene Foster che l'ha definita "un atto di ostilità assolutamente incredibile". La Commissione ha revocato la sua proposta poche ore dopo. Il ministro degli Esteri spagnolo ha affermato che l'uso [proposto] dell'articolo 16 è stato un "incidente" e una "disavventura" risolti.

## Sfida legale
Nel giugno 2021, l'Alta Corte dell'Irlanda del Nord a Belfast si è pronunciata contro un'istanza (In re Jim Allister e altri (EU Exit)), presentata da diversi politici unionisti e pro-Brexit, per far dichiarare illegale il Protocollo per causa di diversi motivi, tra cui il fatto che è in contrasto con l'Atto di Unione (1800) e quindi incostituzionale. La Corte ha stabilito che il Protocollo è contrario alle disposizioni di libero scambio dell'Atto (articolo VI), ma anche l'Atto 2020 dell'Unione europea (Accordo di recesso) ha effetto costituzionale e ha implicitamente abrogato tale aspetto dell'Atto di Unione. La corte ha respinto anche le argomentazioni, basate sul Northern Ireland Act, sulla Convenzione europea dei diritti dell'uomo e sul diritto dell'Unione europea. Parimenti, il tribunale ha respinto un ricorso al Regolamento, che prevedeva che il meccanismo di consenso nel Protocollo non fosse soggetto alle regole del voto intercomunitario in Assemblea. Nel novembre 2021, non contenti della decisione dell'Alta Corte, i ricorrenti hanno impugnato il documento.